# 왕도량
왕도량(王道良, ?~?)은 백제의 학자이다. 554년, 백제 성왕 때 일본에 파견되어 일본과의 문화적, 학문적 교류를 이뤘다.